# Euclid Beach Park
Pour les articles homonymes, voir Euclide (homonymie).

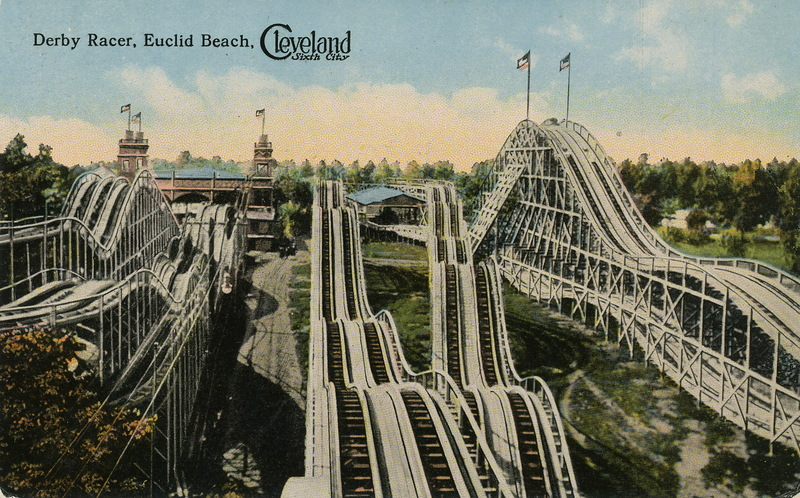
Carte postale d'Euclid Beach vers 1915, montrant les montagnes russes Derby Racer.

Euclid Beach Park (1895 - 28 septembre 1969) est un ancien parc d'attractions situé sur les bords du lac Érié au Nord-est de Cleveland, Ohio, près de la localité d'Euclid.
Constitué à l'origine par des investisseurs de Cleveland et calqué sur les parcs de Coney Island, Euclid Beach était à l'origine géré par William R. Ryan, Sr., qui exploitait un parc avec des jeux, un biergarten, et un spectacle de monstres. En 1897, Lee Holtzman devint le nouveau directeur, mais le revendit en 1901.
Dudley S. Humphrey, Jr., a conduit six membres de sa famille dans la gestion du parc à partir de 1901 (ils avaient déjà exploité des concessions dans le parc, mais avait été particulièrement mécontent de la façon dont Ryan s'en était occupé). Ils firent élargir la plage, ajouter de nombreuses nouvelles attractions et annoncèrent la réouverture à la population locale avec le slogan "one fare, free gate and no beer".
Conçu pour être un parc familial, les Humphreys avaient décidé de ne pas laisser entrer de personne ayant pris une bière dans un bar à proximité et seuls les enfants étaient autorisés à porter des shorts. Selon la famille Humphreys, une tenue correcte permettrait de promouvoir une atmosphère familiale. Non seulement des familles étaient attirés par Euclid Beach Park, mais le parc devint également un lieu de société et des rassemblements de groupes communautaires. En août 1910, le parc a servi de piste de décollage pour un vol de démonstration de l'aviateur Glenn Curtiss.

## Attractions

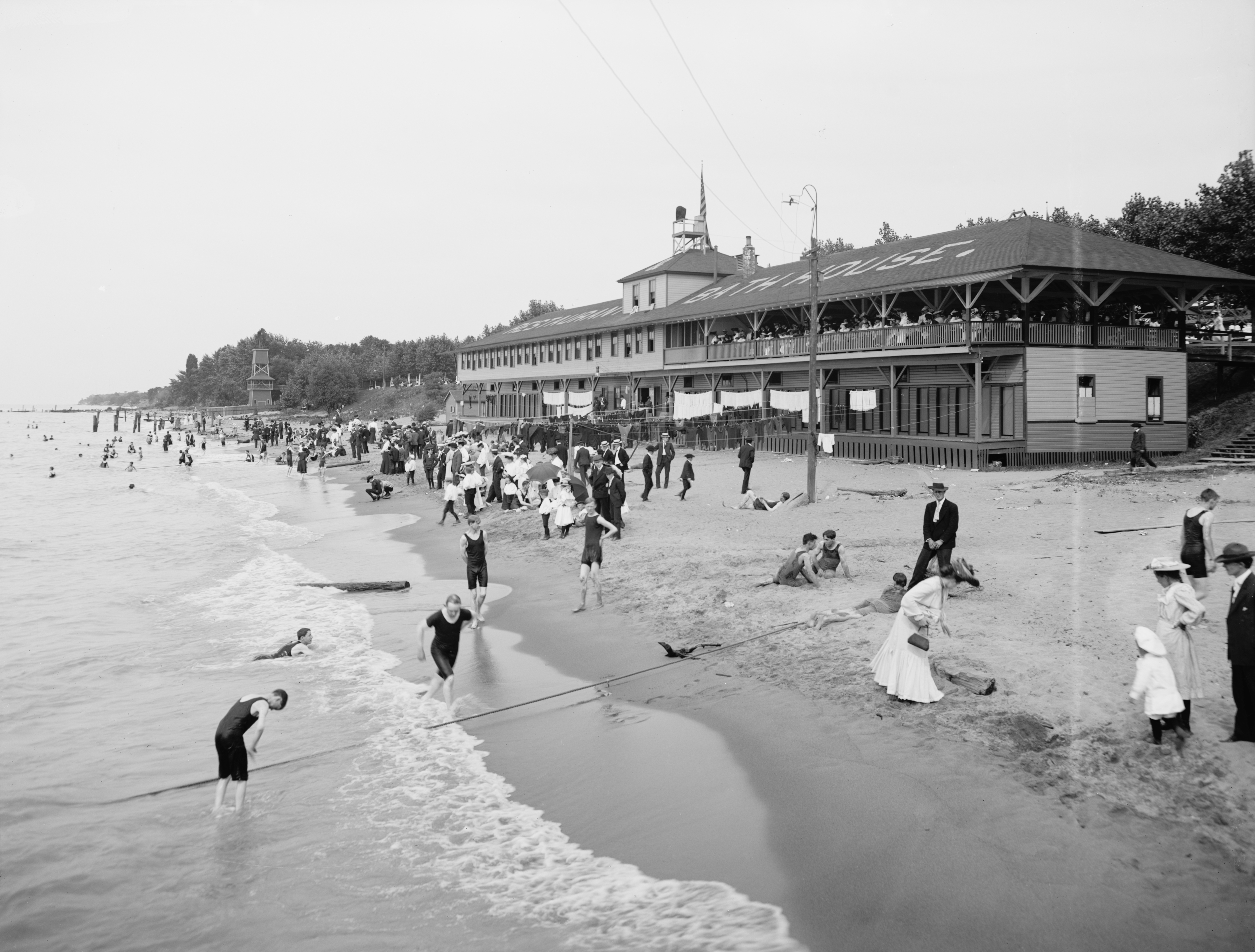
Euclid Beach et les bains, vers 1905.

Euclid Beach Park a été construit à proximité de la plage. Un autre élément fort du parc fut sa salle de danse. Après que les Humphreys aient rachetés le parc, de nombreuses attractions virent compléter l'offre d'Euclid Beach.

### The Euclid Beach Carrousel
Le premier carrousel utilisé dans le parc fut le numéro 9 de la Philadelphia Toboggan Company. Il ouvrit en 1905 puis fut remplacé en 1910 par le numéro 19. Ce carrousel avait cinquante-huit chevaux et deux chars, qui ont été décorés de sculptés de feuilles autour d'un dieu grec et deux angelots. Les chars ont été conservés avec ces conceptions classiques lorsque d'autres décorations du carrousel furent remplacés pour un style art déco. Après Euclid Beach Park, ce carrousel fut exploité dans le Maine au Palace Playland Old Orchard Beach Maine, jusqu'en 1996. En 1997, Euclid Beach Park Nuts (aujourd'hui appelé Euclid Beach Park Now) et le Trust for Public Land se sont associés pour acquérir le Carrousel et le ramener à Cleveland. Il n'est pas actuellement en exploitation. Les amis du Carrousel espèrent pouvoir un jour le ramener à son emplacement d'origine.

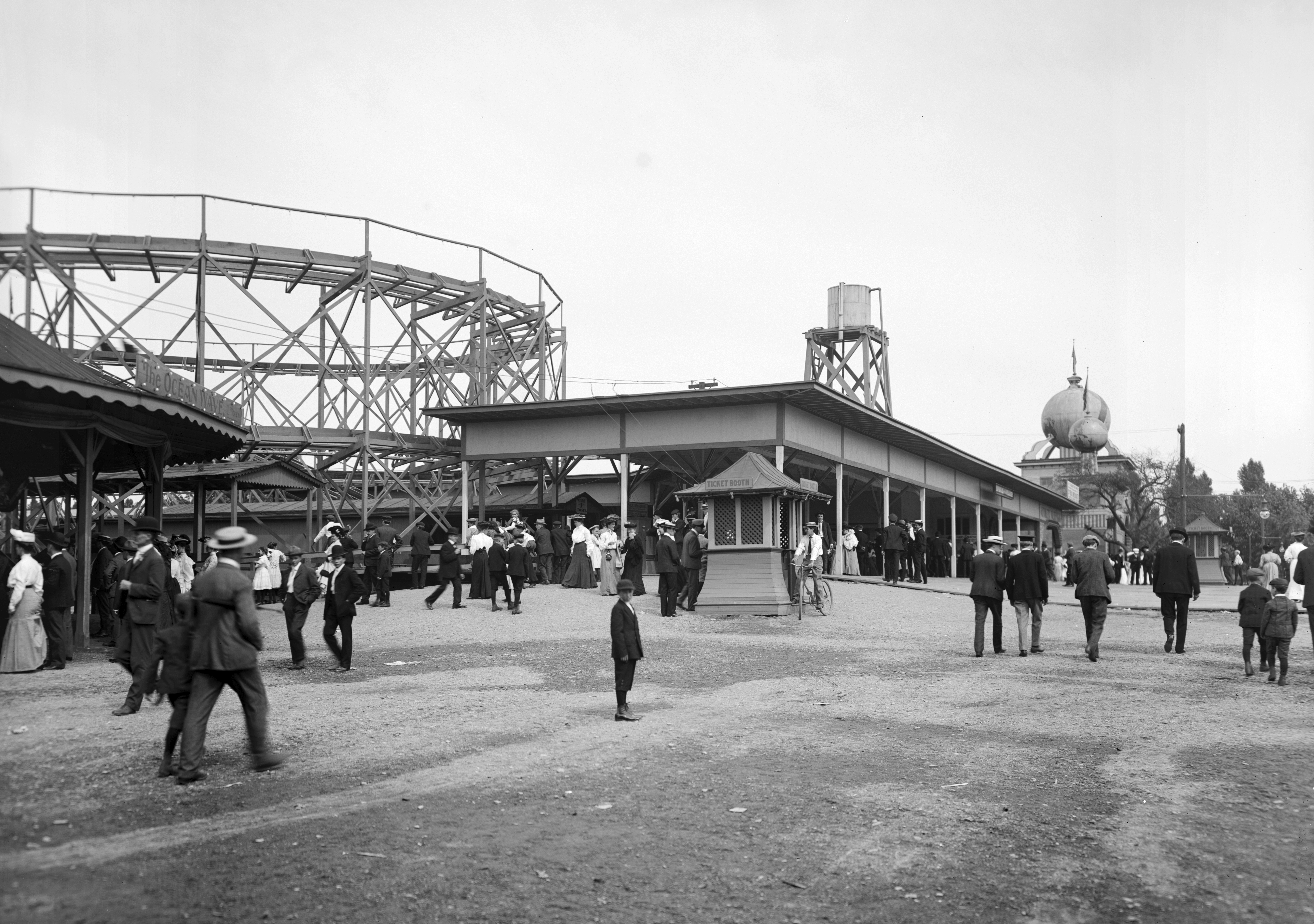
Une photographie d'Euclid Beach Park prise entre 1895 et 1910.

### Les montagnes russes
Sept montagnes russes furent ouvertes dans l'histoire d'Euclid Beach. Toutes furent en bois. La première fut Switchback Railway, et fonctionna de 1896 à 1904. Elle fut construite par LaMarcus Adna Thompson.
Le Switchback Railway fut suivi par le Figure Eight (1904—1909, dessiné par Henry B. Auchy et construit par Philadelphia Toboggan Company) puis le Scenic Railway, le second coaster de Thompson (1907—1937).
En 1909, John A. Miller crée son premier parcours de montagnes russes, le New Velvet Coaster, rebaptisé plus tard Aero Dips, et qui a fonctionné jusqu'en 1965. Il a également conçu le Derby Racer, renommé plus tard Racing Coaster, et qui a été construit par Frederick Ingersoll et fait ses débuts en 1913. L'attraction bénéficia d'une publicité très favorable dans le Plain Dealer du 30 mai 1913.
Le Thriller fut designé par Herbert Paul Schmeck et Howard Stoneback. Il a aussi été construit par Philadelphia Toboggan Company. Datant de 1924 et ayant survécu jusqu'à la fin du parc, il a été l'un des coaster les plus populaires.

## Les émeutes d'Euclid Beach Park
Aux environs de 1915, Euclid Beach Park n'admettait que les afro-américains, certains jours, dans le cadre de ses efforts pour promouvoir une atmosphère familiale. Les autres jours, la police particulière du parc renvoyait toute personne typées. Les jours où les noirs étaient acceptés dans le parc, ils n'étaient pas autorisés à interagir avec les blancs.
Une série de manifestations furent organisées à Euclid Beach Park en 1946. Le 21 juillet 1946, vingt personnes de la jeunesse américaine pour la démocratie, United Negroes, les anciens combattants alliés de l'Amérique, et le National Negro Congress ont visité le parc en tant que groupe interracial. Ils ont été expulsés par qu'un policier du parc leur ai dit que c'était la politique des parcs qu'il n'y ait « no sitting, no talking, no mixing of any kind... between the races. » « pas de séance, pas de discussion, pas de mélange de toute nature ... entre les races ». Par la suite, Euclid Beach Park est devenu le lieu de grève pour ces organisations et plusieurs autres.
Le 23 août 1946, douze membres du Congress of Racial Equality (CORE), un autre groupe interracial, a tenté de visiter le parc, mais ils ont été expulsés par la police du parc. Albert T. Luster, un homme afro-américain qui était allé au parc pour répondre aux CORE, mais ne l'a jamais rencontré, a ensuite été battu par un policier du parc.
Un groupe de six membres du CORE interracial visita le parc le 21 septembre 1946, et ont de nouveau été éjectés du parc par sa police interne. Toutefois, à cette occasion, deux policiers de Cleveland en repos, Lynn Coleman et Henry Mackey, deux Afro-américains, sont intervenus et une bagarre a éclaté entre la police municipale et la police du parc. Dans la bagarre, Coleman fut blessé à la jambe par une balle de son propre fusil. Après cet incident, le parc resta fermé une semaine, selon la demande du maire.

## Déclin et fermeture d'Euclid Beach Park

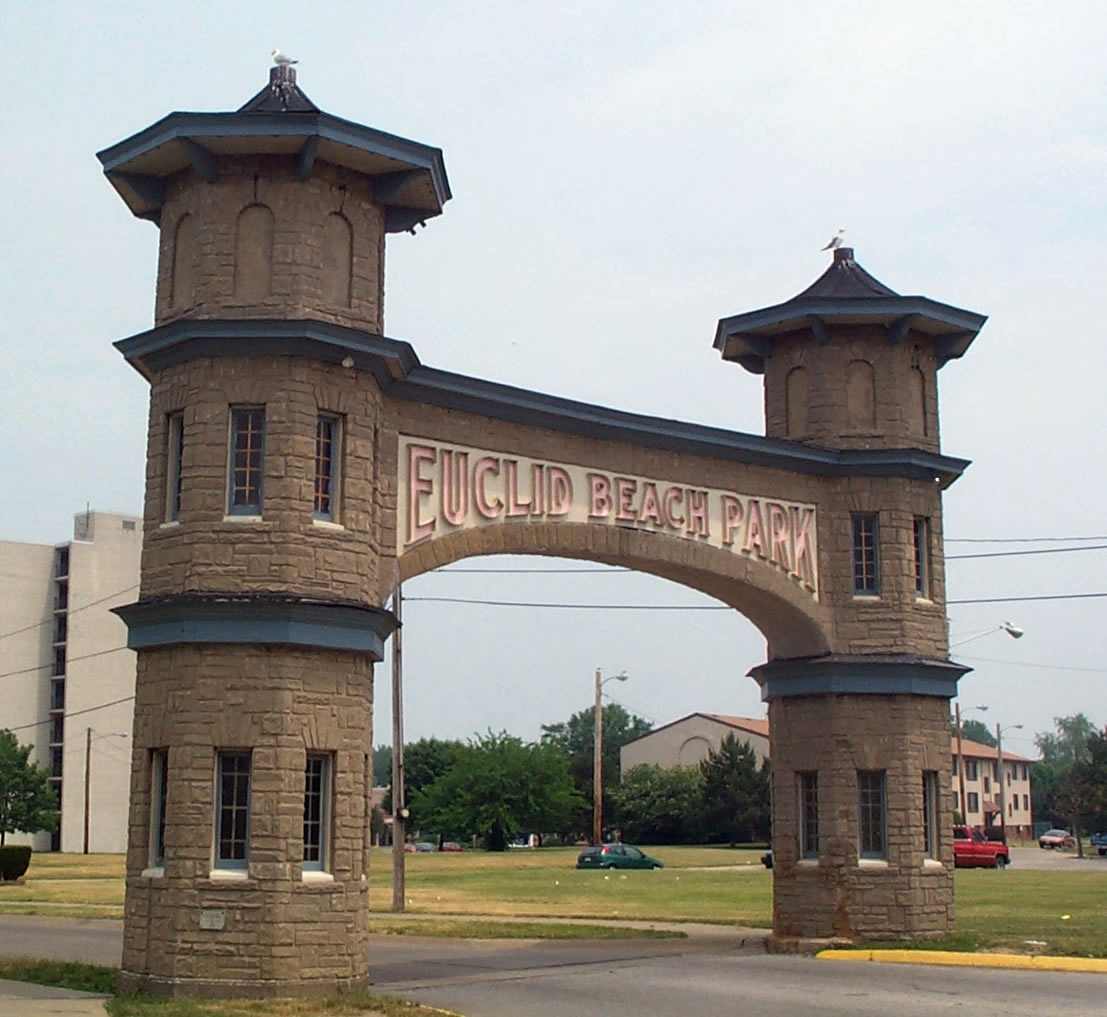
Arche d'entrée d'Euclid Beach Park.

Euclid Beach Park ferma en 1969. Il fut l'un des nombreux parcs qui ont fermé durant cette période: Forest Park Highlands (en) au Missouri a brûlé en 1963, le New Jersey's Olympic Park ferma en 1965, et Riverview Park ferma ses portes en 1967.
Comme ces parcs, Euclid Beach ferma en raison des changements dans le temps ; le White flight, l'avènement de la télévision et la popularité croissante des centres commerciaux ont tous contribué à la diminution des ventes de billets. Euclid Beach dû également faire face aux tensions raciales, de même que la plupart des parcs d'attractions de l'époque et d'autres lieux publics semblables.
Certains manèges ou morceaux de manèges et attractions d'Euclide Beach Park sont restés en exploitation ou en circulation à Cleveland. Beaucoup des attractions pour enfant, furent envoyés à Shady Lake Park.
Le Great American Racing Derby, est aujourd'hui toujours en fonctionnement à Cedar Point. Beaucoup de structures encore debout sur le site Euclid Beach après sa fermeture ont été brûlés dans une série d'incendies. En 1986, la plupart du parc avait disparu. Certains vestiges du parc sont encore visibles.
Peut-être le plus célèbre des restes d'Euclide Beach Park est la porte principale en arc. Cette arche a été déclarée point de repère de Cleveland, et est désormais protégée de la démolition. L'arche a été gravement endommagée par un conducteur en délit de fuite en janvier 2007. Le 12 juin 2007, après restauration, l'Arche a été inaugurée à nouveau. Localisation : 41° 34′ 46″ N, 81° 34′ 10″ O
Aujourd'hui, la zone du site ne fait pas partie du Parc national est occupé par un camping, et les propriétaires ont démoli la Mansion Humphrey en 2005. Toutefois, la société Humphrey existe toujours et continue de vendre du pop-corn et des tires de la Sainte-Catherine.